# Mariaplan
A Mariaplan (lit. Largo da Virgem Maria) é uma pequena praça do bairro tradicional de Kungsladugård na cidade de Gotemburgo, na Suécia.
Tem forma circular, com uma rotunda no meio, atravessada por uma linha de trem urbano (spårvagn). Nela confluem as ruas Slottsskogsgatan, Kungsladugårdsgatan e Mariagatan.
É um centro de transportes e de atividade comercial, com restaurantes e cafés na área.

## Locais importantes em Mariaplan

### Restaurantes
- Enoteca Maglia
- Maria Sushi
- Pizzeria Da Marco
- The Red Lion
- Matería
- Seven Eleven